# Estação Capitolio
A Estação Capitolio é uma das estações do Metrô de Caracas, situada no município de Libertador, entre a Estação Caño Amarillo e a Estação La Hoyada. Administrada pela C. A. Metro de Caracas, faz parte da Linha 1. A Estação Capitolio possibilita conexão com a Estação El Silencio, que atende à Linha 2.
Foi inaugurada em 2 de janeiro de 1983. Localiza-se no cruzamento da Avenida Baralt com a Avenida Universidad. Atende a paróquia de Catedral.